# 牛深市立内之原小学校
牛深市立内之原小学校（うしぶかしりつうちのはらしょうがっこう）は熊本県牛深市（現・天草市）にあった公立小学校。

## 沿革
- 1877年（明治10年） - 内之原分校設置
- 1941年（昭和16年）4月1日 - 天草郡久玉村立久玉国民学校内之原分校と改称
- 1947年（昭和22年）4月1日 - 天草郡久玉村立久玉小学校内之原分校と改称
- 1954年（昭和29年）7月1日 - 牛深市立久玉小学校内之原分校と改称
- 1961年（昭和36年） - 久玉小学校から独立し、牛深市立内之原小学校開校
- 2005年（平成17年） - 久玉小学校へ統合

## 学校周辺
- 第2ヤイラギダム